# Área metropolitana de Lexington-Fayette
El área metropolitana de Lexington-Fayette o Área Estadística Metropolitana de Lexington-Fayette, KY MSA como la denomina oficialmente la Oficina de Administración y Presupuesto, es un Área Estadística Metropolitana centrada en la ciudad de Lexington, abarcando 6 condados del estado estadounidense de Kentucky. El área metropolitana tiene una población de 472.099 habitantes según el Censo de 2010, convirtiéndola en la 106.º área metropolitana más poblada de los Estados Unidos.

## Composición
| Área Geográfica           | Censo 2010 | Censo 2000 | Censo 1990 | Censo 1980 | Censo 1970 | Censo 1960 | Censo 1950 |
| ------------------------- | ---------- | ---------- | ---------- | ---------- | ---------- | ---------- | ---------- |
| Lexington-Fayette, KY MSA | 472.099    | 408.326    | 348.428    | 317.629    | 174.323    | 131.906    | 100.746    |
| Condado de Bourbon        | 19.985     | 19.360     | 19.236     | 19.405     | 18.476¹    | 18.178¹    | 17.752¹    |
| Condado de Clark          | 35.613     | 33.144     | 29.496     | 28.322     | 24.090¹    | 21.075¹    | 18.898¹    |
| Condado de Fayette        | 295.803    | 260.512    | 225.366    | 204.165    | 174.323    | 131.906    | 100.746    |
| Condado de Jessamine      | 48.586     | 39.041     | 30.508     | 26.146     | 17.430¹    | 13.625¹    | 12.458¹    |
| Condado de Scott          | 47.173     | 33.061     | 23.867     | 21.813     | 19.948¹    | 15.376¹    | 15.141¹    |
| Condado de Woodford       | 24.939     | 23.208     | 19.955     | 17.778     | 14.434¹    | 11.913¹    | 11.212¹    |

¹El condado no formaba parte del área metropolitana al momento de realizarse el censo respectivo.

## Principales comunidades del área metropolitana
Ciudad principal 
- Lexington